# Mercedes-Benz Type 447
En tant que successeur des modèles Viano et Vito Type 639, le Mercedes-Benz Type 447 est la troisième génération de petites camionnettes du constructeur automobile allemand Mercedes-Benz Group. Comme la première génération (Type 638), la version de tourisme de cette gamme est à nouveau commercialisée sous le nom de Classe V. Il est annoncé par le fabricant comme un monospace. La variante utilitaire continue d'être commercialisée sous le nom de Vito. Le nom «Vito» rappelle l'usine Mercedes de Vitoria-Gasteiz, en Espagne. C'est là que le modèle est assemblé. Pour la première fois, cette génération de la petite fourgonnette de Mercedes-Benz est également proposée aux États-Unis et au Canada sous le nom de Metris.
Les véhicules ont une carrosserie autoportante en tôle d'acier et sont disponibles avec deux empattements différents, 3200 mm et 3430 mm. Il existe trois longueurs différentes, 4895 mm, 5140 mm et 5370 mm, ainsi que trois variantes de carrosserie différentes pour le Vito, avec des vitres tout autour, avec des tôles à la place des vitres pour le montant C et avec des tôles à la place des vitres pour les montants B et C. Les portes latérales arrière sont conçues comme des portes coulissantes. Les roues sont suspendues individuellement : les roues avant sont sur des jambes de force MacPherson et triangles, les roues arrière sont sur des bras semi-tirés.
La surface frontale est de 3,24 m² et le coefficient de traînée est de 0,32.
Contrairement à son prédécesseur, le Classe V n'est proposé qu'avec des moteurs diesel à quatre cylindres, à l'exception de la variante chinoise V 260 et de la variante nord-américaine Metris, qui ne sont disponibles qu'avec le moteur essence M 274 turbocompressé de deux litres.

## Historique
Le monospace a été lancé le 31 mai 2014 et le Vito le 11 octobre 2014. Les camping-cars Marco Polo, Marco Polo Horizon (tous deux basés sur le Classe V) et Marco Polo Activity (basé sur le Vito) sont également disponibles. Les trois modèles sont équipés par Westfalia Mobil.
Une version révisée du Classe V a été présentée au 89e Salon international de l'automobile de Genève en mars 2019. De plus, le concept car Concept EQV présentait en avant-première une version électrique à batterie du Classe V. La version de production du EQV a fait ses débuts au Salon de l'automobile de Francfort en septembre 2019.
En 2023, Mercedes présente le deuxième restylage de ses Classe V/Vito Type 447 ainsi que sur la variante électrique EQV.

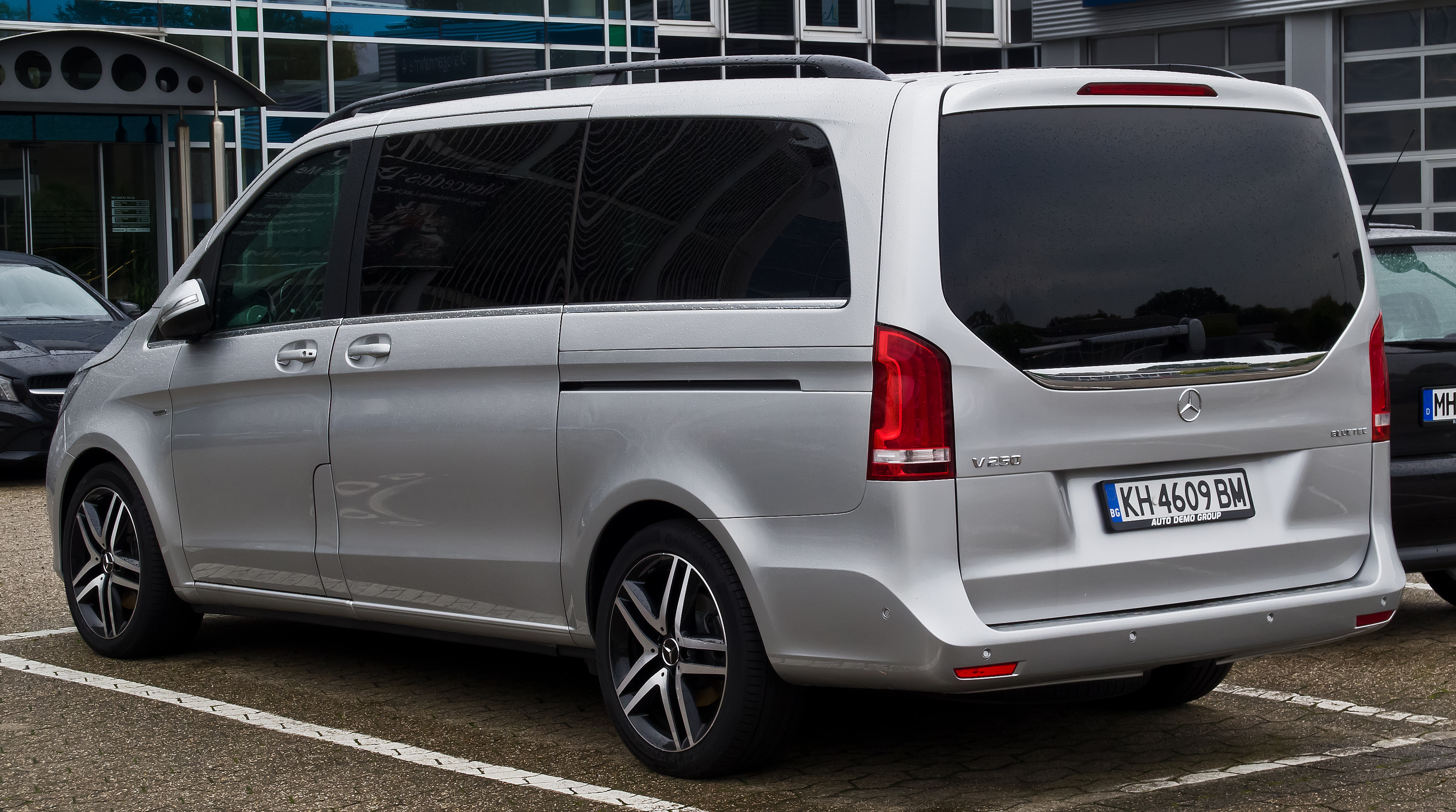
Vue arrière
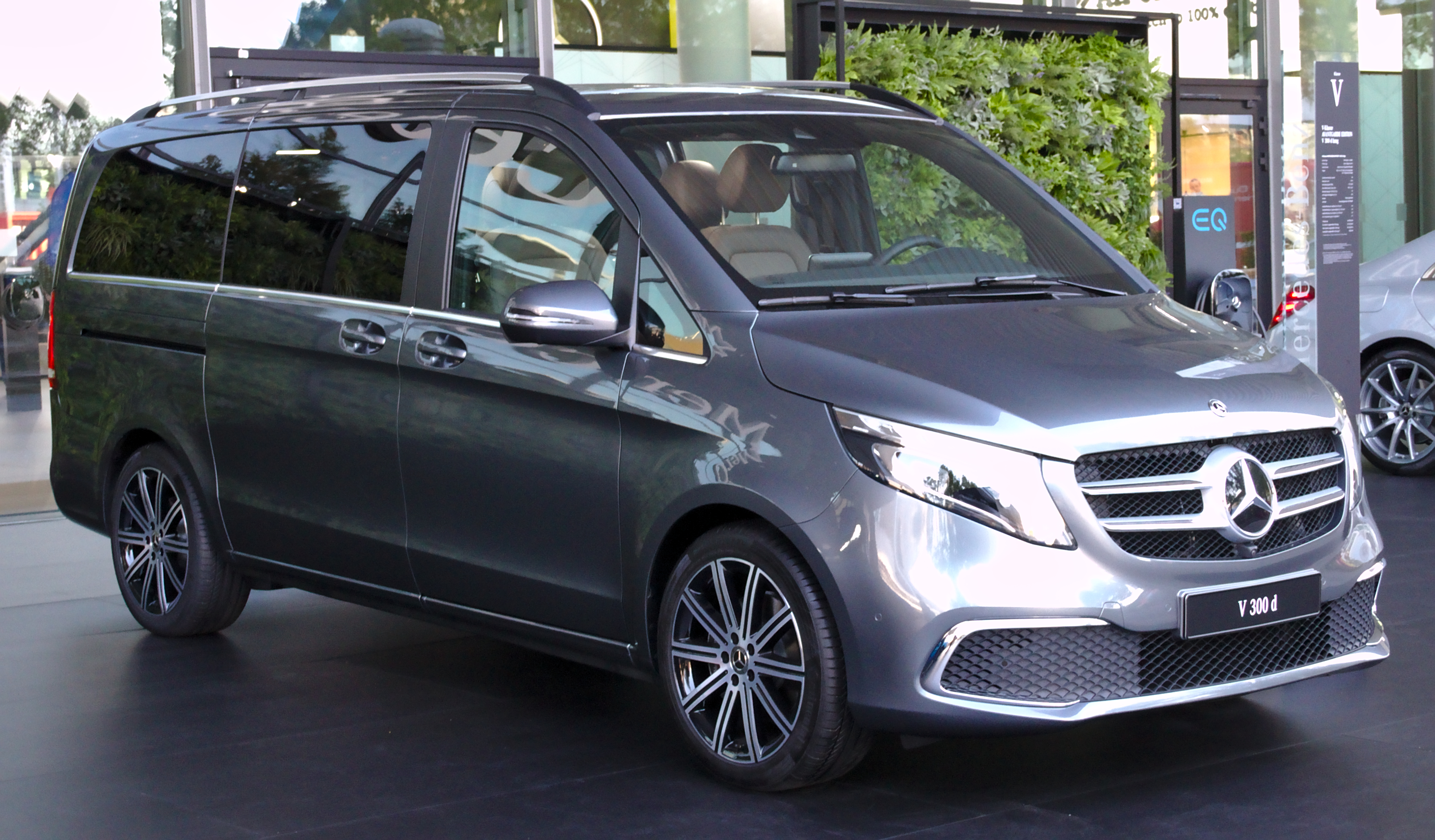
Mercedes-Benz Classe V (depuis 2019)
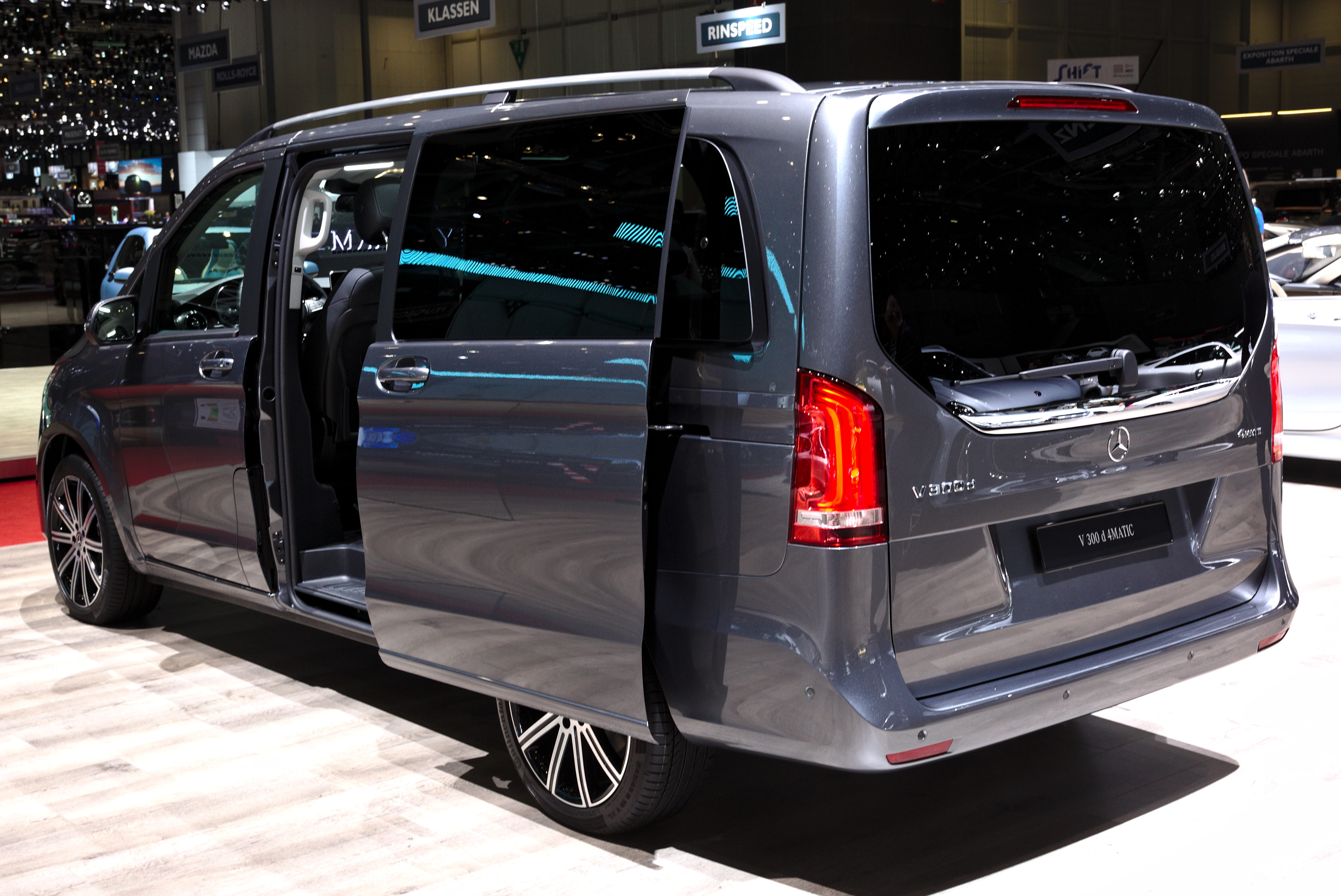
Vue arrière
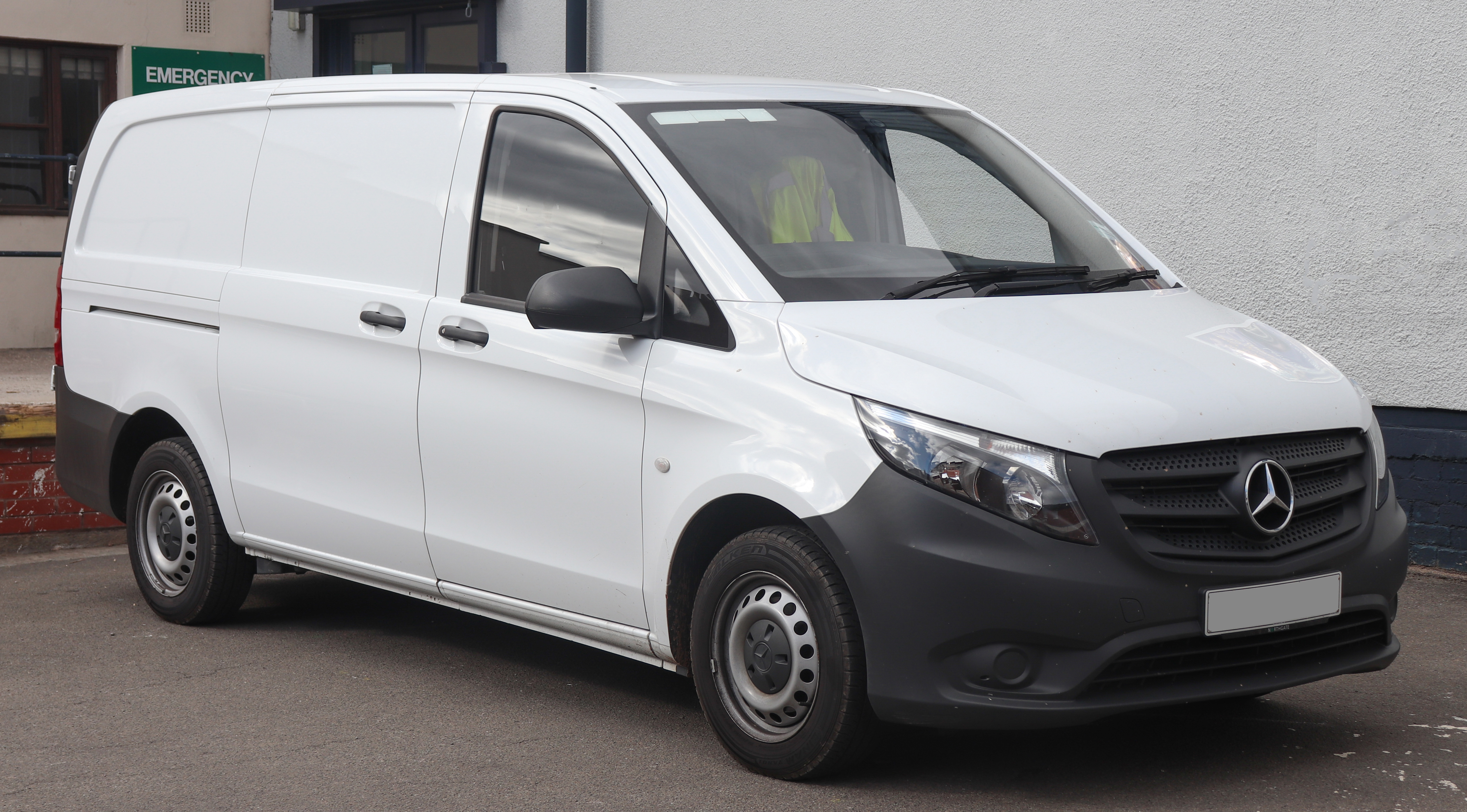
Mercedes-Benz Vito

## eVito/EQV
Au second semestre 2018, une variante du fourgon tôlé Vito, l'eVito, avec un moteur électrique de 84 kW est arrivée sur le marché. Avec une batterie d'entraînement de 35 kWh net complètement chargée, son autonomie est spécifiée à 150 km selon la procédure d'essai mondiale harmonisée pour les véhicules légers (WLTP) et sa vitesse de pointe à 120 km/h. Plus tard, la capacité utile de la batterie a été augmentée à 60 kWh ou 90 kWh, selon l'équipement.
Au printemps 2019, Mercedes présentait le Classe V électrique. Il est proposé sous le nom d'EQV. Contrairement au fourgon Vito, l'EQV est un véhicule de transport de personnes XXL avec un maximum de huit places. Selon la configuration, la capacité utile de la batterie est de 60 kWh ou 90 kWh. L'autonomie avec une batterie de 90 kWh (net) est de 352 km selon la norme WLTP. La puissance du moteur est donnée à 150 kW et la vitesse de pointe à 160 km/h. La batterie haute tension de 90 kWh peut être rechargée jusqu'à 110 kW via CCS. Cela la fait passer d'un niveau de charge de 10% à 80% en environ 45 minutes.
L'eVito Tourer 129 est apparu en 2020 avec des données de performances similaires à celles de l'EQV 300. Comme pour les équivalents thermiques (Classe V et Vito), l'EQV s'adresse aux particuliers, tandis que l'eVito et l'eVito Tourer sont destinés à un usage professionnel et proposent des équipements moins confortables.
Fin 2021, les modèles - EQV 250 (273 km d'autonomie selon la norme WLTP), eVito 126 Tourer (274 km d'autonomie selon la norme WLTP) et eVito 112 fourgon (310 km d'autonomie selon la norme WLTP) - sont apparus avec une variante de batterie de 60 kWh net. L'EQV et l'eVito Tourer étaient donc également disponibles dans des versions légèrement moins chères, tandis que le fourgon eVito avait environ deux fois plus d'autonomie grâce à la plus grande capacité de la batterie.

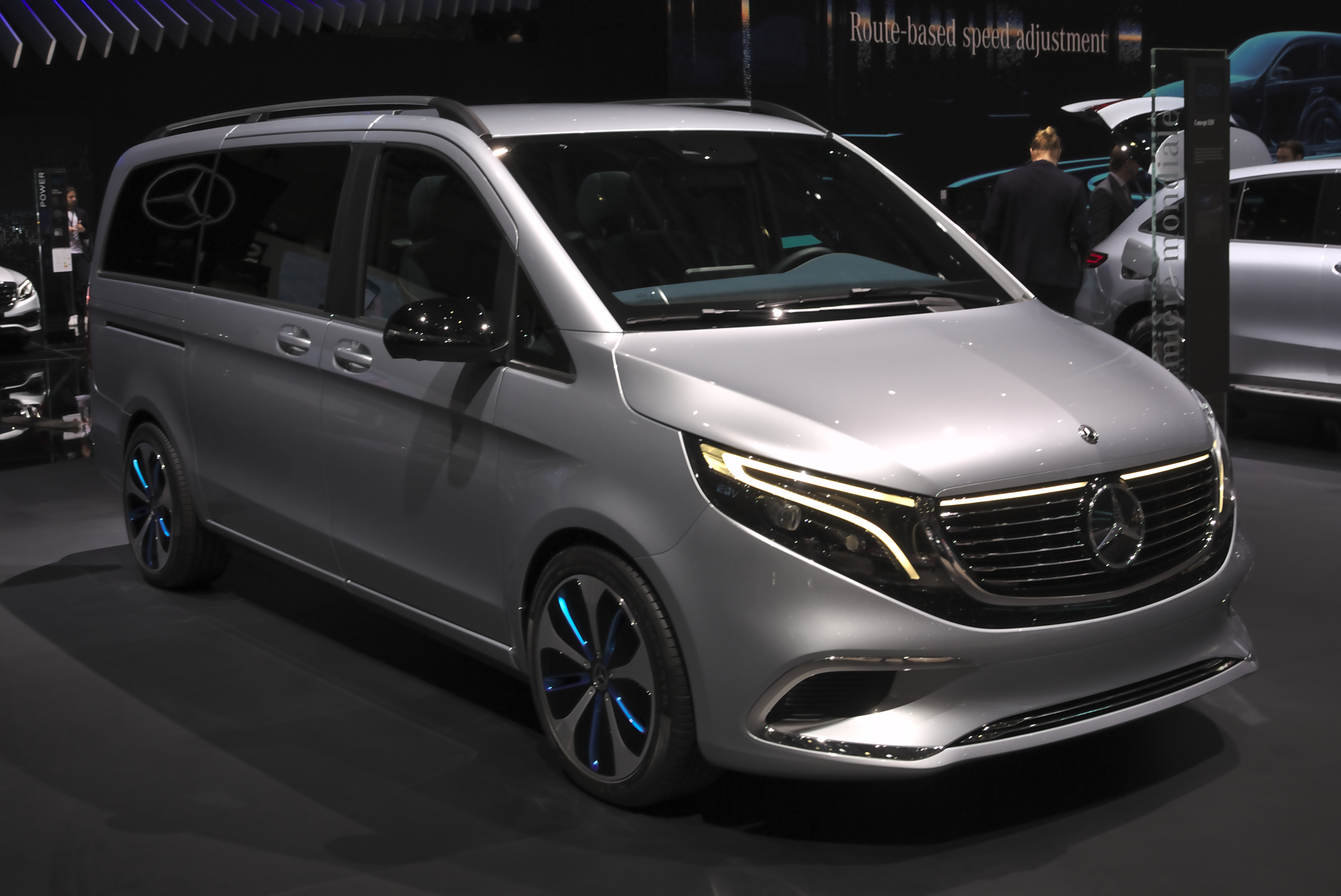
Mercedes-Benz Concept EQV (2019)
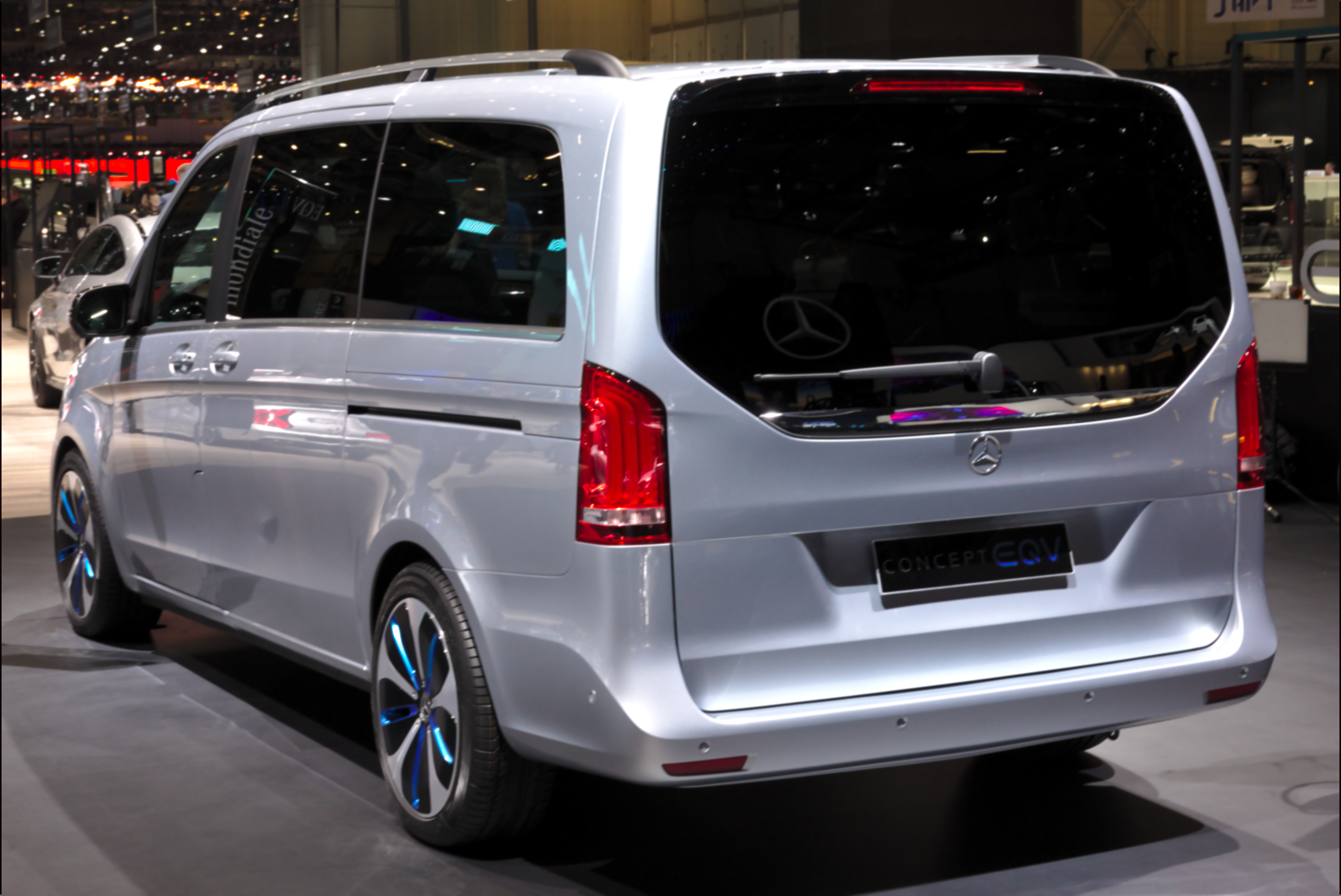
Vue arrière
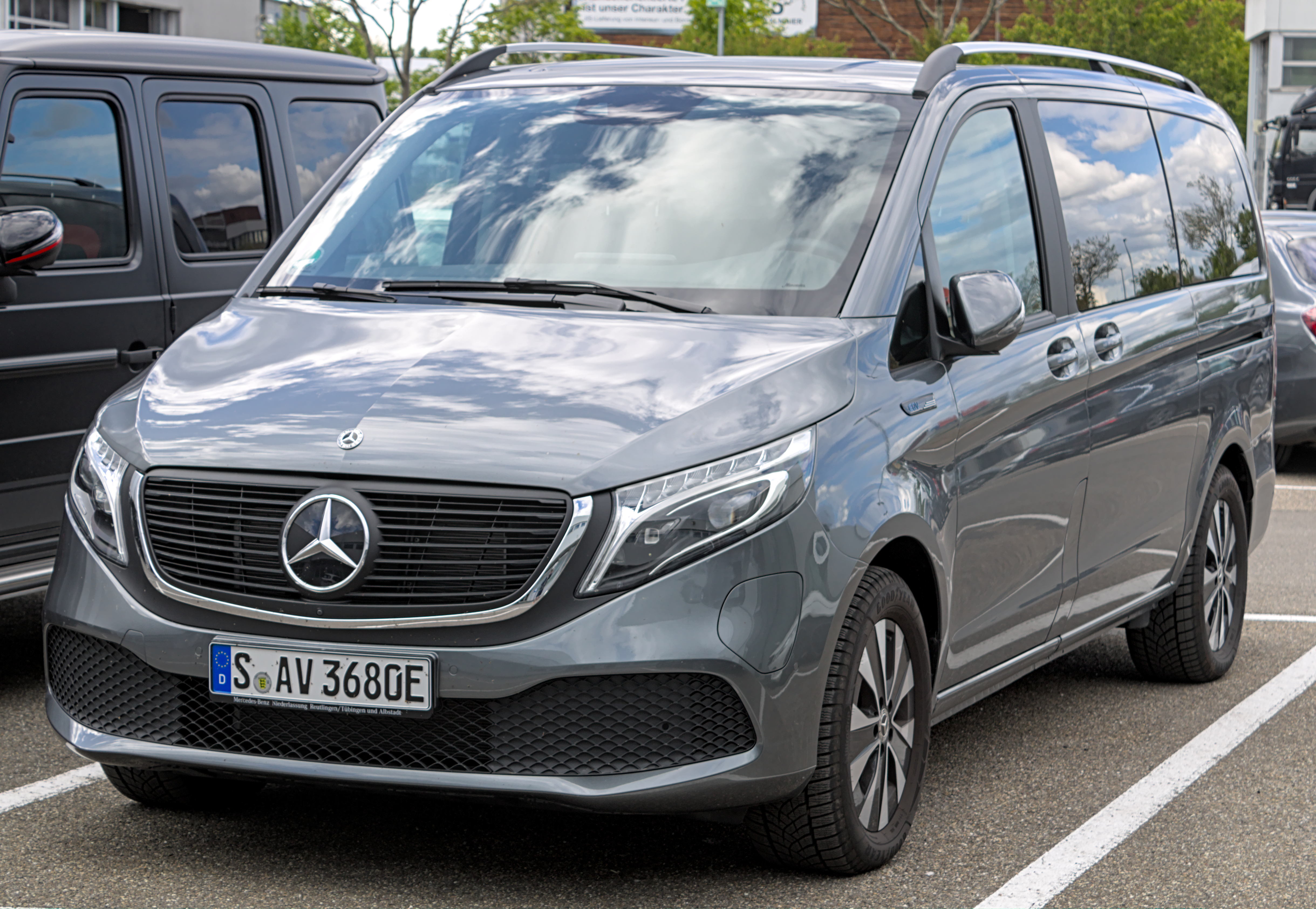
Mercedes-Benz EQV 300 (depuis 2020)
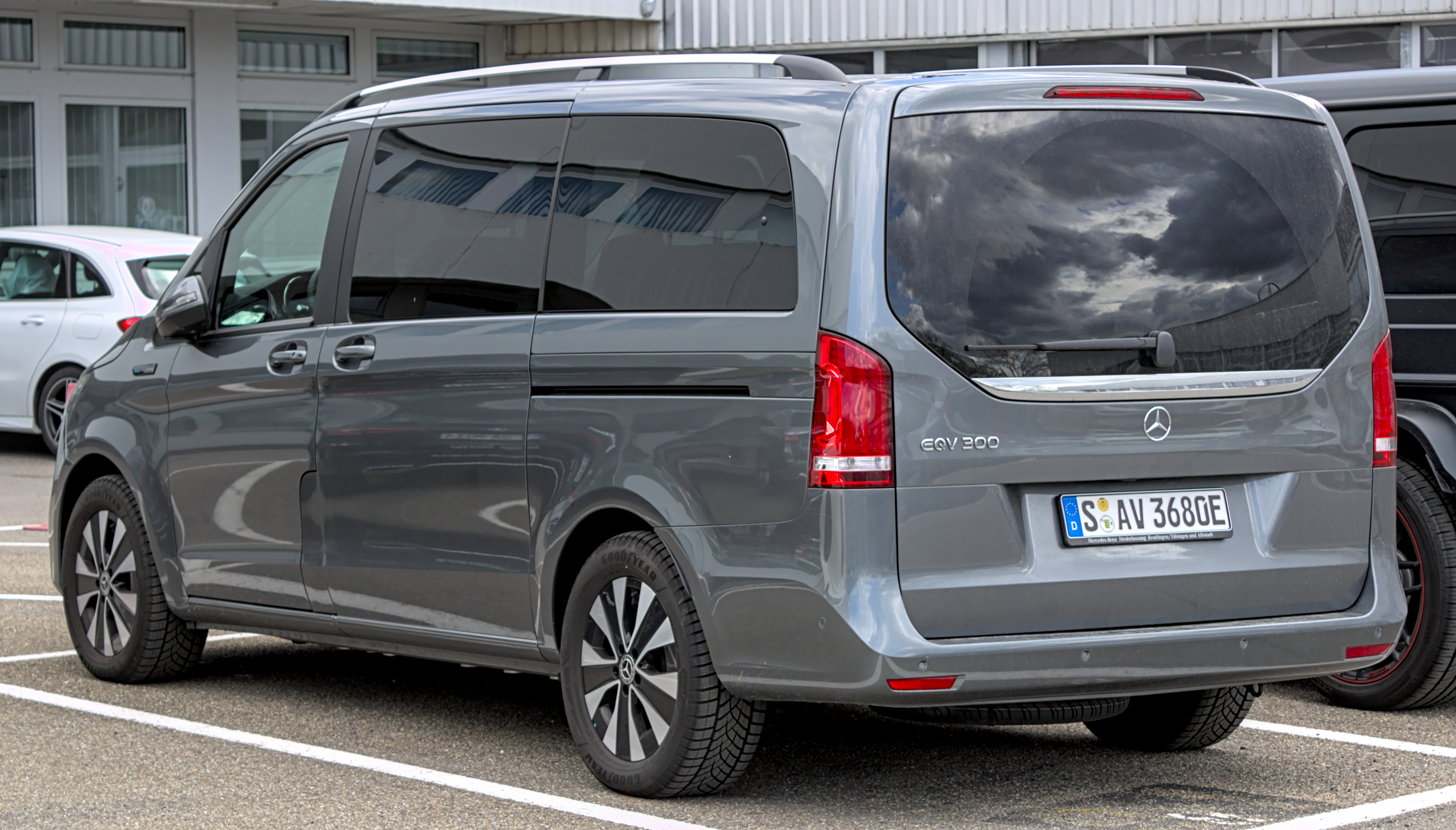
Vue arrière

## Caractéristiques techniques

### Jusqu'à 2019
| Caractéristiques                             | Vito 109 CDI                       | Vito 111 CDI                       | Vito 114 CDI                                                                     | V 200 CDI                                                                        | Vito 116 CDI                                                                     | V 220 CDI                                                                        | Vito 119 BlueTEC                             | V 250 BlueTEC                                | Vito 119 CDI 4x4                             | V 250 BlueTEC 4MATIC                         | Metris                               |
| Période de construction                      | 10/2014–08/2018                    | 10/2014–08/2018                    | 10/2014–08/2018                                                                  | 05/2014–02/2019                                                                  | 10/2014–08/2018                                                                  | 05/2014–02/2019                                                                  | 10/2014–08/2018                              | 05/2014–02/2019                              | 02/2015–08/2018                              | 02/2015–02/2019                              | 2015–2019                            |
| Caractéristiques du moteur                   |                                    |                                    |                                                                                  |                                                                                  |                                                                                  |                                                                                  |                                              |                                              |                                              |                                              |                                      |
| Nom du moteur *                              | OM 622 DE 16 LA                    | OM 622 DE 16 LA                    | OM 651 DE 22 LA                                                                  | OM 651 DE 22 LA                                                                  | OM 651 DE 22 LA                                                                  | OM 651 DE 22 LA                                                                  | OM 651 DE 22 LA                              | OM 651 DE 22 LA                              | OM 651 DE 22 LA                              | OM 651 DE 22 LA                              | M 274 DE 20 AL                       |
| Type de moteur                               | Moteur diesel L4                   | Moteur diesel L4                   | Moteur diesel L4                                                                 | Moteur diesel L4                                                                 | Moteur diesel L4                                                                 | Moteur diesel L4                                                                 | Moteur diesel L4                             | Moteur diesel L4                             | Moteur diesel L4                             | Moteur diesel L4                             | Moteur essence L4                    |
| Système d'injection                          | Injection directe à rampe commune  | Injection directe à rampe commune  | Injection directe à rampe commune                                                | Injection directe à rampe commune                                                | Injection directe à rampe commune                                                | Injection directe à rampe commune                                                | Injection directe à rampe commune            | Injection directe à rampe commune            | Injection directe à rampe commune            | Injection directe à rampe commune            | Injection directe                    |
| Suralimentation                              | Turbocompresseur                   | Turbocompresseur                   | Turbocompresseur                                                                 | Turbocompresseur                                                                 | Turbocompresseur                                                                 | Turbocompresseur                                                                 | 2 turbocompresseurs                          | 2 turbocompresseurs                          | 2 turbocompresseurs                          | 2 turbocompresseurs                          | Turbocompresseur                     |
| Cylindrée                                    | 1598 cm³                           | 1598 cm³                           | 2143 cm³                                                                         | 2143 cm³                                                                         | 2143 cm³                                                                         | 2143 cm³                                                                         | 2143 cm³                                     | 2143 cm³                                     | 2143 cm³                                     | 2143 cm³                                     | 1991 cm³                             |
| puissance maximale                           | 65 kW (88 PS) à 3800/min           | 84 kW (114 PS) à 3800/min          | 100 kW (136 PS) à 3800/min                                                       | 100 kW (136 PS) à 3800/min                                                       | 120 kW (163 PS) à 3800/min                                                       | 120 kW (163 PS) à 3800/min                                                       | 140 kW (190 PS) (150 kW (204 PS)) à 3800/min | 140 kW (190 PS) (150 kW (204 PS)) à 3800/min | 140 kW (190 PS) (150 kW (204 PS)) à 3800/min | 140 kW (190 PS) (150 kW (204 PS)) à 3800/min | 155 kW (211 PS) à 5500/min           |
| couple maximum                               | 230 Nm à 1500–2000/min             | 270 Nm à 1500–2500/min             | 330 Nm à 1200–2400/min                                                           | 330 Nm à 1200–2400/min                                                           | 380 Nm à 1400–2400/min                                                           | 380 Nm à 1400–2400/min                                                           | 440 (480) Nm à 1400–2400/min                 | 440 (480) Nm à 1400–2400/min                 | 440 (480) Nm à 1400–2400/min                 | 440 (480) Nm à 1400–2400/min                 | 350 Nm à 1250/min                    |
| Transmission de puissance                    |                                    |                                    |                                                                                  |                                                                                  |                                                                                  |                                                                                  |                                              |                                              |                                              |                                              |                                      |
| Transmission                                 | Traction                           | Traction                           | Propulsion                                                                       | Propulsion                                                                       | Propulsion                                                                       | Propulsion                                                                       | Propulsion                                   | Propulsion                                   | Intégral                                     | Intégral                                     | Propulsion                           |
| Boîte de vitesses, de série [en option]      | Transmission manuelle à 6 vitesses | Transmission manuelle à 6 vitesses | Transmission manuelle à 6 vitesses [ automatique à 7 vitesses (7G-Tronic Plus) ] | Transmission manuelle à 6 vitesses [ automatique à 7 vitesses (7G-Tronic Plus) ] | Transmission manuelle à 6 vitesses [ automatique à 7 vitesses (7G-Tronic Plus) ] | Transmission manuelle à 6 vitesses [ automatique à 7 vitesses (7G-Tronic Plus) ] | Automatique à 7 vitesses (7G-Tronic Plus)    | Automatique à 7 vitesses (7G-Tronic Plus)    | Automatique à 7 vitesses (7G-Tronic Plus)    | Automatique à 7 vitesses (7G-Tronic Plus)    | Automatique à 7 rapports (7G-TRONIC) |
| Performances et consommations                |                                    |                                    |                                                                                  |                                                                                  |                                                                                  |                                                                                  |                                              |                                              |                                              |                                              |                                      |
| Vitesse maximale                             | 157 km/h                           | 169 km/h                           | 184 km/h [181 km/h]                                                              | 183 km/h [181 km/h]                                                              | 196 km/h [195 km/h]                                                              | 194 km/h [195 km/h]                                                              | 206 km/h                                     | 206 km/h                                     | 199 km/h                                     | 199 km/h                                     | 161 km/h                             |
| Accélération, 0-100 km/h                     | 18,9 s                             | 14,4 s                             | 11,8 s [12,8 s]                                                                  | 13,8 s [12,8 s]                                                                  | 10,8 s [10,8 s]                                                                  | 11,8 s [10,8 s]                                                                  | 9,0 s                                        | 9,1 s                                        | 9,8 s                                        | 9,8 s                                        | N.A.                                 |
| Consommation de carburant aux 100 km (mixte) | 6,4 l Diesel                       | 6,4 l Diesel                       | 6,1 l Diesel [5,8 l Diesel]                                                      | 6,1 l Diesel [5,8 l Diesel]                                                      | 5,7 l Diesel [5,7 l Diesel]                                                      | 5,7 l Diesel [5,7 l Diesel]                                                      | 6,0 l Diesel                                 | 6,0 l Diesel                                 | 6,4 l Diesel                                 | 6,6 l Diesel                                 | 10,7 l Essence                       |
| Émission de CO 2 (combinée)                  | 169 g/km                           | 169 g/km                           | 159 g/km [152 g/km]                                                              | 159 g/km [152 g/km]                                                              | 149 g/km [149 g/km]                                                              | 149 g/km [149 g/km]                                                              | 157 g/km                                     | 157 g/km                                     | 169 g/km                                     | 174 g/km                                     | N.A.                                 |
| Norme d'émission selon la classification UE  | Euro 5, depuis 2015 Euro 6         | Euro 5, depuis 2015 Euro 6         | Euro 5, depuis 2015 Euro 6                                                       | Euro 5, depuis 2015 Euro 6                                                       | Euro 5, depuis 2015 Euro 6                                                       | Euro 5, depuis 2015 Euro 6                                                       | Euro 6                                       | Euro 6                                       | Euro 6                                       | Euro 6                                       | N.A.                                 |

Valeurs entre crochets [ ] pour les modèles avec transmission automatique
* Le nom du moteur est codé comme suit :
M = moteur (Otto), OM = moteur à huile (diesel), série = 3 chiffres, DE = injection directe, cylindrée = décilitre (arrondi), L = refroidissement intermédiaire, A = turbocompresseur à gaz d'échappement, AL = comme L et A

## Rappel de dispositif d'invalidation illégal
Article principal : Affaire Volkswagen
En mai 2018, on a appris que, de l'avis de la Kraftfahrt-Bundesamt (KBA), Daimler utilisait un dispositif d'invalidation illégal dans le système d'épuration des gaz d'échappement du modèle Vito fourgon avec le moteur diesel OM 622 de 1,6 litre qui beneficié de la norme antipollution Euro 6. Par conséquent, la KBA a ordonné le rappel des 6300 véhicules concernés, dont 1372 véhicules en Allemagne.